# Ultra-high-definition television

UHDTV-upplösning som visas i jämförelse med HD- och SD-format.

Ultra-high-definition television (även känd som Ultra HD television, Ultra HD, UHDTV, UHD, UHD-1, Super Hi-Vision och 2160p) är ett format för television som är en efterföljare till HDTV och inkluderar formaten 4K UHD (2160p, 3840 × 2160 pixlar) och 8K UHD (4320p, 7680 × 4320 pixlar), två digitala videoformat som först föreslogs av NHK Science & Technology Research Laboratories och senare definierad och godkänd av Internationella teleunionen (ITU).
8K UHD utvecklades bland annat i Japan och där kallas också 8K-formatet för "Super Hi Vision". Man förväntar att de tidigaste kommersiella TV-sändningarna i Super Hi Vision-format kommer att genomföras år 2020. Testsändningar är redan genomförda av bland andra BBC i samarbete med Japanska NHK i samband med Olympiska sommarspelen 2012 i London.
Under Almedalsveckan 2014 genomförde TV4 den första svenska 4K-produktionen.